# Piotr Rachkovski
Piotr Ivánovich Rachkovski (Rn ruso Пётр Иванович Рачковский); 1853-1910) fue el jefe del servicio secreto de  la Rusia Imperial (conocido como la Ojrana). Tuvo su base en París de marzo de 1885 a noviembre de 1902.
Rachkovski aparece en El cementerio de Praga, la novela de Umberto Eco.